# Герои Социалистического Труда Гомельской области
В настоящий список включены:
- Герои Социалистического Труда, на момент присвоения звания проживавшие на территории современной Гомельской области, — 86 человек; в их числе — награждённые на территории ряда районов, переданных в Гомельскую область из упразднённых Полесской и Бобруйской областей (7 и 1 Герой, отмеченных соответственно одной и двумя звёздочками);
- уроженцы Гомельской области, удостоенные звания Героя Социалистического Труда в других регионах СССР, — 74 человека (в том числе двое дважды Героев);
- Герои Социалистического Труда, прибывшие на постоянное проживание в Гомельскую область, — 2 человека.

Вторая и третья части списка могут быть неполными из-за отсутствия данных о месте рождения и проживания ряда Героев.
В таблицах отображены фамилия, имя и отчество Героев, должность и место работы на момент присвоения звания, дата Указа Президиума Верховного Совета СССР, отрасль народного хозяйства, место рождения/проживания, а также ссылка на биографическую статью на сайте «Герои страны». Формат таблиц предусматривает возможность сортировки по указанным параметрам путём нажатия на стрелку в нужной графе.

## История
Первыми на территории современной Гомельской области звания Героя Социалистического Труда были удостоены Е. А. Кухарева и Т. И. Шкурко, которым эта высшая степень отличия была присвоена Указом Президиума Верховного Совета СССР от 10 марта 1948 года  за получение высоких урожаев ржи.
Подавляющее большинство Героев Социалистического Труда в области приходится на работников сельского хозяйства — 60 человек; машиностроение — 4; транспорт, мелиоводхоз — по 3; лесная, пищевая промышленность, геология, государственное управление — по 2; химическая, нефтяная, станкостроительная промышленность, промышленность стройматериалов, приборостроение, строительство, автодорожное хозяйство, образование — по 1.

## Лица, удостоенные звания Героя Социалистического Труда в Гомельской области
| №  | Фамилия, имя, отчество            | Даты жизни              | Деятельность | Дата присвоения | Отрасль            | Место рождения                 | ГС        |
| -- | --------------------------------- | ----------------------- | --- | --------------- | ------------------ | ------------------------------ | --------- |
| 1  | Артёменко Михаил Васильевич       | 25.02.1922 — 31.08.2003 | Скотник-пастух совхоза «1 Мая» Рогачёвского района Гомельской области | 22.03.1966      | сельхоз            | Рогачёвский район              | [ ГС 1 ]  |
| 2  | Болюнова Прасковья Васильевна     | 30.10.1909 — 15.04.1981 | Доярка колхоза «Белоруссия» Добрушского района Гомельской области | 22.03.1966      | сельхоз            | Добрушский район               | [ ГС 2 ]  |
| 3  | Борисевич Александр Иванович      | 14.08.1914 — ????       | Мастер Гомельского авторемонтного завода Министерства автомобильного транспорта и шоссейных дорог Белорусской ССР | 05.10.1966      | автодор            | *Минск                         | [ ГС 3 ]  |
| 4  | Варганов Леонид Парфилович        | 04.04.1939 — 11.09.1995 | Звеньевой колхоза «Красный Октябрь» Добрушского района Гомельской области | 27.12.1976      | сельхоз            | Добрушский район               | [ ГС 4 ]  |
| 5  | Василенко Галина Константиновна   | 18.08.1935 — 25.05.2006 | Свинарка колхоза имени XXII съезда КПСС Наровлянского района Гомельской области | 22.03.1966      | сельхоз            | Наровлянский район             | [ ГС 5 ]  |
| 6  | Василькова Татьяна Вергеевна      | 25.10.1933 — 21.09.1983 | Доярка колхоза имени Ленина Гомельского района Гомельской области | 22.03.1966      | сельхоз            | Ветковский район               | [ ГС 6 ]  |
| 7  | Вергейчик Елена Ефимовна          | 05.01.1942 — 17.07.2016 | Телятница совхоза «Судково» Хойникского района Гомельской области | 06.09.1973      | сельхоз            | Хойникский район               | [ ГС 7 ]  |
| 8  | Вишневская Мария Фёдоровна        | 01.08.1915 — 07.02.2000 | Птичница совхоза «Жлобин» Жлобинского района Гомельской области | 22.03.1966      | сельхоз            | Жлобинский район               | [ ГС 8 ]  |
| 9  | Воробьёв Иван Тихонович           | 19.05.1920 — 12.02.2012 | Директор совхоза «Оресса» Светлогорского района Гомельской области | 22.03.1966      | сельхоз            | Октябрьский район              | [ ГС 9 ]  |
| 10 | Галко Владимир Никитович          | 13.10.1923 — 18.06.2009 | Буровой мастер Речицкой нефтеразведывательной экспедиции глубокого бурения треста «Белнефтегазразведка» Министерства геологии СССР, Гомельская область | 20.04.1971      | геология           | Брагинский район               | [ ГС 10 ] |
| 11 | Ганжа Александр Иванович          | 06.10.1929 — 22.09.2017 | Старший машинист экскаватора Хойникского строительно-монтажного управления треста «Калинковичиводстрой» Министерства мелиорации и водного хозяйства Белорусской ССР, Гомельская область                                                                                     | 08.04.1971      | мелиоводхоз        | *Брянская область              | [ ГС 11 ] |
| 12 | Гладков Василий Михайлович        | 05.01.1929 — 10.02.2011 | Капитан теплохода «Степан Шутов» Верхнеднепровского речного пароходства Главного управления речного флота при Совете Министров Белорусской ССР, гор. Гомель | 04.05.1971      | транспорт          | Ветковский район               | [ ГС 12 ] |
| 13 | Горбач Филипп Семёнович           | 01.01.1929 — 05.03.2002 | Старший машинист экскаватора Копаткевичского строительно-монтажного управления Гомельского областного треста по производству мелиоративных работ Министерства мелиорации и водного хозяйства Белорусской ССР, Гомельская область                                            | 23.06.1966      | мелиоводхоз        | Речицкий район                 | [ ГС 13 ] |
| 14 | Демченко Пётр Трофимович          | 03.10.1924 — 11.01.1990 | Слесарь-сборщик Гомельского завода измерительных приборов Министерства приборостроения, средств автоматизации и систем управления СССР | 03.01.1974      | приборостроение    | *Кемеровская область           | [ ГС 14 ] |
| 15 | Дмитриев Михаил Афанасьевич       | 23.09.1921 — 10.10.2001 | Директор Кормянской средней школы-интерната, Кормянский район Гомельской области | 20.07.1971      | образование        | Кормянский район               | [ ГС 15 ] |
| 16 | Жеглов Пётр Иванович              | 01.07.1929 — 14.11.2012 | Мастер по сложным работам управления буровых работ «Речицабурнефть» объединения «Белоруснефть» Министерства нефтяной промышленности СССР, Гомельская область | 30.03.1971      | нефтепром          | *Западно-Казахстанская область | [ ГС 16 ] |
| 17 | Железняк Виталий Игнатьевич       | 26.11.1937 — 11.03.2012 | Председатель колхоза имени Ленина Гомельского района Гомельской области | 07.07.1986      | сельхоз            | Лоевский район                 | [ ГС 17 ] |
| 18 | Жуков Василий Алексеевич          | 17.09.1928 — 06.11.1981 | Звеньевой совхоза «Рогинь» Буда-Кошелёвского района Гомельской области | 30.04.1966      | сельхоз            | Буда-Кошелёвский район         | [ ГС 18 ] |
| 19 | Зеленковский Иван Фёдорович       | 22.06.1933 — 12.04.2004 | Бригадир колхоза «Чырвоная нива» Брагинского района Гомельской области | 12.12.1973      | сельхоз            | *Владимирская область          | [ ГС 19 ] |
| 20 | Исаева Мария Степановна           | 1910 — ????             | Агроном колхоза «Новая жизнь» Житковичского района Гомельской области | 30.04.1966      | сельхоз            | *Архангельская область         | [ ГС 20 ] |
| 21 | Исаенко Иван Васильевич           | 01.01.1922 — 1982       | Мастер-маслодел Рогачёвского молочноконсервного комбината Министерства мясной и молочной промышленности СССР, Гомельская область | 14.06.1966      | пищепром           | *Могилёвская область           | [ ГС 21 ] |
| 22 | Каргин Алексей Георгиевич         | 23.02.1924 — 16.10.1992 | Первый секретарь Гомельского райкома Компартии Белоруссии, Гомельская область | 22.03.1966      | госуправление      | *Мордовия                      | [ ГС 22 ] |
| 23 | Качеровский Мойше-Хаим Шлёмович   | 05.12.1910 — 22.05.1984 | Председатель колхоза «Победа» Гомельского района Гомельской области | 22.03.1966      | сельхоз            | Хойникский район               | [ ГС 23 ] |
| 24 | Кижнерова Зинаида Петровна        | 29.11.1941 — 20.01.2017 | Ткачиха Светлогорского производственного объединения «Химволокно» имени 60-летия Великого Октября Всесоюзного государственного хозрасчётного объединения промышленности химических волокон (Союзхимволокно) Министерства химической промышленности СССР, Гомельская область | 06.01.1986      | химпром            | Добрушский район               | [ ГС 24 ] |
| 25 | Кириленко Владимир Михайлович     | 10.10.1939 — 25.06.2009 | Звеньевой совхоз «Рогинь» Буда-Кошелёвского района Гомельской области | 12.04.1979      | сельхоз            | Буда-Кошелёвский район         | [ ГС 25 ] |
| 26 | Кобрусев Аркадий Тарасович        | род. 24.07.1937         | Директор агрофирмы «Весна» — директор совхоза «Брилёво» Гомельского района Гомельской области | 17.08.1988      | сельхоз            | Буда-Кошелёвский район         | [ ГС 26 ] |
| 27 | Ковалёв Пётр Куприянович          | 05.03.1931 — 15.12.2016 | Слесарь Гомельского завода сельскохозяйственного машиностроения имени 60-летия Великого Октября производственного объединения «Гомсельмаш» Министерства машиностроения для животноводства и кормопроизводства СССР                                                          | 10.03.1981      | машиностроение     | Буда-Кошелёвский район         | [ ГС 27 ] |
| 28 | Ковалёва Мария Иосифовна          | 15.06.1905 — 20.05.1985 | Заведующая молочнотоварной фермой колхоза имени Ленина Гомельского района Гомельской области | 18.01.1958      | сельхоз            | Гомель                         | [ ГС 28 ] |
| 29 | Ковалёва Пелагея Никандровна      | 09.04.1902 — 1995       | Председатель колхоза «За Родину» Гомельского района Гомельской области | 07.03.1960      | сельхоз            | Гомельский район               | [ ГС 29 ] |
| 30 | Козлова Мария Васильевна          | 14.05.1922 — 17.04.2005 | Доярка совхоза «Берёзки» Гомельского района Гомельской области | 08.04.1971      | сельхоз            | Гомельский район               | [ ГС 30 ] |
| 31 | Козлова Полина Фёдоровна          | 08.03.1928 — 03.2014    | Свинарка совхоза «Сож» Чечерского района Гомельской области | 22.03.1966      | сельхоз            | Чечерский район                | [ ГС 31 ] |
| 32 | Козлова Раиса Яковлевна           | род. 22.02.1928         | Электросварщица завода «Гомсельмаш» совнархоза Белорусской ССР, гор. Гомель | 07.03.1960      | машиностроение     | *Мордовия                      | [ ГС 32 ] |
| 33 | Коноплич Павел Игнатьевич         | 12.02.1912 — 1983       | Звеньевой совхоза «Лельчицкий» Лельчицкого района Гомельской области | 30.04.1966      | сельхоз            | Лельчицкий район               | [ ГС 33 ] |
| 34 | Конопляников Александр Дмитриевич | 15.01.1929 — 04.10.1994 | Тракторист-комбайнёр Жлобинского племенного птицеводческого репродукторного хозяйства, Гомельская область | 27.12.1976      | сельхоз            | Жлобинский район               | [ ГС 34 ] |
| 35 | Короткевич Николай Александрович  | 10.09.1929 — 26.01.2018 | Комбайнёр совхоза «Кормянский» Кормянского района Гомельской области | 29.03.1978      | сельхоз            | Кормянский район               | [ ГС 35 ] |
| 36 | Кострова Нелли Витольдовна        | 01.01.1935 — 27.11.2009 | Токарь завода «Гомсельмаш» Министерства тракторного и сельскохозяйственного машиностроения СССР, гор. Гомель | 05.04.1971      | машиностроение     | Буда-Кошелёвский район         | [ ГС 36 ] |
| 37 | Кот Владимир Павлович             | 18.02.1926 — 12.06.1987 | Звеньевой колхоза «Октябрь» Хойникского района Гомельской области | 30.04.1966      | сельхоз            | Хойникский район               | [ ГС 37 ] |
| 38 | Котляров Георгий Макарович        | 01.07.1928 — 06.11.2018 | Комбайнёр колхоза «Октябрь» Ветковского района Гомельской области | 10.02.1975      | сельхоз            | Ветковский район               | [ ГС 38 ] |
| 39 | Кулеш Иван Власович               | 05.02.1930 — 1989       | Тракторист — звеньевой колхоза «Чырвоны сцяг» Речицкого района Гомельской области | 25.12.1959      | сельхоз            | Речицкий район                 | [ ГС 39 ] |
| 40 | Кухарева Евдокия Артёмовна        | 15.08.1912 — 17.07.1996 | *Звеньевая колхоза имени Сталина Василевичского района Полесской области | 10.03.1948      | сельхоз            | Речицкий район                 | [ ГС 40 ] |
| 41 | Литош Анастасия Ивановна          | 25.11.1919 — 09.09.1998 | Доярка совхоза «Мормаль» Жлобинского района Гомельской области | 22.03.1966      | сельхоз            | Жлобинский район               | [ ГС 41 ] |
| 42 | Лукашенко Татьяна Павловна        | 01.01.1926 — 07.02.2001 | Доярка колхоза «Сеятель» Калинковичского района Гомельской области | 22.03.1966      | сельхоз            | Калинковичский район           | [ ГС 42 ] |
| 43 | Майорова Нина Ивановна            | 10.11.1936 — 31.05.2015 | Доярка колхоза «Белоруссия» Добрушского района Гомельской области | 22.03.1966      | сельхоз            | Добрушский район               | [ ГС 43 ] |
| 44 | Мартыненко Иван Тихонович         | 20.02.1927 — 14.01.2003 | Бригадир колхоза «Заветы Ленина» Брагинского района Гомельской области | 23.06.1966      | сельхоз            | Брагинский район               | [ ГС 44 ] |
| 45 | Марусич Степанида Ивановна        | 21.12.1928 — 04.12.2009 | Скотница колхоза «Перамога» Житковичского района Гомельской области | 22.03.1966      | сельхоз            | Житковичский район             | [ ГС 45 ] |
| 46 | Маршин Михаил Герасимович         | 05.11.1910 — 22.08.2004 | Председатель колхоза имени Кирова Жлобинского района Гомельской области | 22.03.1966      | сельхоз            | Жлобинский район               | [ ГС 46 ] |
| 47 | Масюткин Виктор Романович         | 01.11.1936 — 11.05.2007 | Звеньевой племзавода «Добрушский» Добрушского района Гомельской области | 16.03.1981      | сельхоз            | Добрушский район               | [ ГС 47 ] |
| 48 | Метлушко Екатерина Афанасьевна    | 01.04.1927 — 20.09.1995 | *Доярка молочного совхоза «Ведричи» Министерства совхозов СССР, Василевичский район Полесской области | 26.09.1950      | сельхоз            | Калинковичский район           | [ ГС 48 ] |
| 49 | Мицура (Будник) Анна Ивановна     | 20.10.1922 — 06.12.2010 | *Звеньевая колхоза «Большевик» Петриковского района Полесской области | 31.05.1952      | сельхоз            | Петриковский район             | [ ГС 49 ] |
| 50 | Мохорева Зинаида Дмитриевна       | 02.11.1942 — 27.02.1997 | Доярка совхоза «Брилёво» Гомельского района Гомельской области | 14.12.1984      | сельхоз            | Ветковский район               | [ ГС 50 ] |
| 51 | Никитин Кузьма Кондратьевич       | 27.11.1897 — 29.11.1995 | Председатель колхоза имени Сталина Кормянского района Гомельской области | 18.01.1958      | сельхоз            | Кормянский район               | [ ГС 51 ] |
| 52 | Панькова Елена Даниловна          | 21.05.1914 — 08.11.1964 | Электросварщица Гомельского вагонного депо Белорусской железной дороги | 07.03.1960      | транспорт          | *Брестская область             | [ ГС 52 ] |
| 53 | Петухов Александр Прохорович      | 04.06.1917 — 05.10.1991 | **Председатель колхоза «Чирвоная змена» Паричского района Бобруйской области | 03.07.1951      | сельхоз            | Жлобинский район               | [ ГС 53 ] |
| 54 | Подрезенко Анатолий Григорьевич   | 07.08.1927 — 10.02.2002 | Машинист бумагоделательной машины Добрушского целлюлозно-бумажного комбината «Герой труда» Министерства целлюлозно-бумажной промышленности СССР, Гомельская область | 20.04.1971      | леспром            | Добрушский район               | [ ГС 54 ] |
| 55 | Половинко Виктор Павлович         | 19.12.1906 — 16.12.1977 | Первый секретарь Гомельского райкома Компартии Белоруссии, Гомельская область | 18.01.1958      | госуправление      | *Брянская область              | [ ГС 55 ] |
| 56 | Поташкин Адольф Алексеевич        | 06.03.1926 — 02.08.2003 | Председатель колхоза-комбината имени Урицкого Гомельского района Гомельской области | 22.03.1991      | сельхоз            | *Смоленская область            | [ ГС 56 ] |
| 57 | Пырко Иван Григорьевич            | 18.01.1930 — 12.06.2016 | Машинист бульдозера Калинковичского строительно-монтажного управления треста «Калинковичиводстрой» Министерства мелиорации и водного хозяйства СССР, Гомельская область | 08.04.1971      | мелиоводхоз        | Речицкий район                 | [ ГС 57 ] |
| 58 | Ракоед Григорий Никифорович       | 12.08.1930 — 15.01.2007 | Звеньевой колхоза имени Калинина Калинковичского района Гомельской области | 30.04.1966      | сельхоз            | Калинковичский район           | [ ГС 58 ] |
| 59 | Рудавский Александр Семёнович     | 30.12.1913 — 17.08.1989 | *Бригадир тракторной бригады Петриковской МТС Полесской области | 25.07.1952      | сельхоз            | Петриковский район             | [ ГС 59 ] |
| 60 | Руденко Николай Васильевич        | 01.01.1924 — 19.05.1999 | Бригадир тракторной бригады Туровской МТС Туровского района Гомельской области | 18.01.1958      | сельхоз            | Жлобинский район               | [ ГС 60 ] |
| 61 | Рудковский Иосиф Максимович       | 15.02.1931 — 07.01.1996 | Буровой мастер Мозырской конторы разведочного бурения треста «Белнефтегазразведка» Управления геологии при Совете Министров Белорусской ССР, Гомельская область | 04.07.1966      | геология           | *Витебская область             | [ ГС 61 ] |
| 62 | Саковский Лютиан Васильевич       | род. 08.03.1935         | Тракторист колхоза «Октябрь» Хойникского района Гомельской области | 12.12.1973      | сельхоз            | Хойникский район               | [ ГС 62 ] |
| 63 | Сафонова Анастасия Осиповна       | 27.02.1925 — 10.02.1993 | Звеньевая колхоза «Чирвоная Дуброва» Рогачёвского района Гомельской области | 03.07.1951      | сельхоз            | Рогачёвский район              | [ ГС 63 ] |
| 64 | Сирож Иван Дмитриевич             | 05.07.1933 — 14.04.2003 | Звеньевой совхоза «Острогляды» Брагинского района Гомельской области | 22.03.1966      | сельхоз            | Брагинский район               | [ ГС 64 ] |
| 65 | Ситница Иван Васильевич           | 12.06.1924 — 18.08.1982 | *Бригадир колхоза «Большевик» Петриковского района Полесской области | 31.05.1952      | сельхоз            | Петриковский район             | [ ГС 65 ] |
| 66 | Сорокина Анна Семёновна           | 27.12.1913 — 13.03.1970 | Доярка совхоза «Берёзки» Гомельского района Гомельской области | 22.03.1966      | сельхоз            | Брагинский район               | [ ГС 66 ] |
| 67 | Степукова Любовь Захаровна        | 16.09.1918 — 09.04.2001 | Свинарка совхоза «Жгунский» Добрушского района Гомельской области | 22.03.1966      | сельхоз            | Добрушский район               | [ ГС 67 ] |
| 68 | Ткачёва Мария Яковлевна           | 05.01.1910 — 08.02.1978 | Доярка колхоза «Заря» Буда-Кошелёвского района Гомельской области | 18.01.1958      | сельхоз            | Буда-Кошелёвский район         | [ ГС 68 ] |
| 69 | Точило Алексей Миронович          | 20.01.1927 — 28.11.2012 | Звеньевой колхоза имени Жданова Житковичского района Гомельской области | 12.12.1973      | сельхоз            | Житковичский район             | [ ГС 69 ] |
| 70 | Трафимович Татьяна Ивановна       | 28.01.1930 — 11.11.2016 | Доярка племзавода «Носовичи» Добрушского района Гомельской области | 06.09.1973      | сельхоз            | Добрушский район               | [ ГС 70 ] |
| 71 | Фещенко Степан Дмитриевич         | 12.09.1909 — 2004       | *Бригадир тракторной бригады молочного совхоза «Ведричи» Министерства совхозов СССР, Василевичский район Полесской области | 05.07.1950      | сельхоз            | Речицкий район                 | [ ГС 71 ] |
| 72 | Филиппова Надежда Алексеевна      | 14.09.1926 — 1990       | Звеньевая колхоза «Чырвоная дуброва» Рогачёвского района Гомельской области | 27.06.1950      | сельхоз            | Рогачёвский район              | [ ГС 72 ] |
| 73 | Хлебцов Константин Александрович  | род. 03.06.1954         | Звеньевой племзавода «Носовичи» Добрушского района Гомельской области | 17.08.1988      | сельхоз            | Гомельский район               | [ ГС 73 ] |
| 74 | Хмарун Иван Фёдорович             | 08.03.1916 — 13.11.1998 | Бригадир комплексной бригады строительного управления № 131 треста № 20, гор. Светлогорск Гомельской области | 11.08.1966      | строительство      | Светлогорский район            | [ ГС 74 ] |
| 75 | Хованский Николай Петрович        | 18.01.1923 — 14.01.1974 | Председатель колхоза имени XXII съезда КПСС Гомельского района Гомельской области | 22.03.1966      | сельхоз            | Хойникский район               | [ ГС 75 ] |
| 76 | Хурсан Василий Николаевич         | 21.08.1925 — 23.07.2024 | Кузнец завода «Гомсельмаш» Министерства тракторного и сельскохозяйственного машиностроения СССР, Гомельская область | 05.08.1966      | машиностроение     | *Могилёвская область           | [ ГС 76 ] |
| 77 | Цекунова Рита Семёновна           | 19.12.1931 — 21.05.2010 | Аппаратчица Гомельского кондитерского комбината «Спартак» Министерства пищевой промышленности Белорусской ССР | 26.04.1971      | пищепром           | Гомель                         | [ ГС 77 ] |
| 78 | Чуешова Мария Егоровна            | 22.09.1932 — 07.10.1989 | Свинарка совхоза «Столбунский» Ветковского района Гомельской области | 08.04.1971      | сельхоз            | Ветковский район               | [ ГС 78 ] |
| 79 | Чураков Владимир Тарасович        | 03.09.1927 — 08.05.2011 | Столяр Гомельского деревообрабатывающего комбината Министерства лесной и деревообрабатывающей промышленности Белорусской ССР | 07.05.1971      | леспром            | Гомель                         | [ ГС 79 ] |
| 80 | Шаповалова Лидия Васильевна       | 09.03.1933 — 22.11.1992 | Доярка колхоза «Путь к коммунизму» Гомельского района Гомельской области | 08.04.1971      | сельхоз            | Гомельский район               | [ ГС 80 ] |
| 81 | Шваров Владимир Леонович          | 08.05.1930 — 07.03.2018 | Токарь-расточник Гомельского станкостроительного завода имени С. М. Кирова Министерства станкостроительной и инструментальной промышленности СССР | 18.09.1985      | станкостроение     | Гомель                         | [ ГС 81 ] |
| 82 | Шебуняев Анатолий Петрович        | 08.01.1928 — 20.02.2008 | Машинист паровозного депо Жлобин Белорусской железной дороги, Гомельская область | 01.08.1959      | транспорт          | Жлобинский район               | [ ГС 82 ] |
| 83 | Шилец Борис Васильевич            | 15.10.1922 — 02.1988    | Бригадир колхоза «Путь к коммунизму» Брагинского района Гомельской области | 23.06.1966      | сельхоз            | Брагинский район               | [ ГС 83 ] |
| 84 | Шкурко Тамара Ивановна            | 13.03.1928 — 12.10.2015 | *Звеньевая колхоза «Чирвоная нива» Брагинского района Полесской области | 10.03.1948      | сельхоз            | Брагинский район               | [ ГС 84 ] |
| 85 | Щитов Евгений Кузьмич             | 05.05.1924 — 23.11.1991 | Стекловар Гомельского стекольного завода имени М. В. Ломоносова Министерства промышленности строительных материалов Белорусской ССР | 28.07.1966      | промстройматериалы | *Красноярский край             | [ ГС 85 ] |
| 86 | Юрченко Владимир Данилович        | 29.08.1928 — 06.03.2015 | Бригадир полеводческой бригады совхоза «Ведрич» Речицкого района Гомельской области | 08.04.1971      | сельхоз            | Калинковичский район           | [ ГС 86 ] |

## Уроженцы Гомельской области, удостоенные звания Героя Социалистического Труда в других регионах СССР
| № | Фамилия, имя, отчество      | Даты жизни              | Деятельность                                                           | Дата присвоения       | Отрасль       | Место рождения   | ГС       |
| - | --------------------------- | ----------------------- | ---------------------------------------------------------------------- | --------------------- | ------------- | ---------------- | -------- |
| 1 | Воловиков Пётр Митрофанович | 31.10.1918 — 14.03.1996 | Председатель колхоза имени Жданова Гощанского района Ровенской области | 26.02.1958 17.08.1988 | сельхоз       | Гомельский район | [ ГС 1 ] |
| 2 | Громыко Андрей Андреевич    | 18.07.1909 — 02.07.1989 | Член Политбюро ЦК КПСС, Министр иностранных дел СССР, гор. Москва      | 17.07.1969 17.07.1979 | госуправление | Ветковский район | [ ГС 2 ] |

| №  | Фамилия, имя, отчество              | Даты жизни              | Деятельность | Дата присвоения | Отрасль           | Место рождения         | ГС        |
| -- | ----------------------------------- | ----------------------- | --- | --------------- | ----------------- | ---------------------- | --------- |
| 1  | Алексеевич Фёдор Павлович           | 18.02.1934 — 16.06.2022 | Шлифовщик 11-го Государственного подшипникового завода Минского совнархоза | 28.05.1960      | машиностроение    | Житковичский район     | [ ГС 3 ]  |
| 2  | Андреев Анатолий Евгеньевич         | 14.09.1916 — 26.03.2005 | Министр автомобильного транспорта Белорусской ССР, гор. Минск | 26.08.1976      | транспорт         | Рогачёвский район      | [ ГС 4 ]  |
| 3  | Архипенко Александр Тимофеевич      | 15.10.1911 — 04.09.1975 | Комбайнёр Баррикадной МТС Исиль-Кульского района Омской области | 11.01.1957      | сельхоз           | Добрушский район       | [ ГС 5 ]  |
| 4  | Асташов Алексей Филиппович          | 20.10.1912 — 02.07.1979 | Комбайнёр МТС имени Кирова Отрадненского района Краснодарского края | 27.02.1951      | сельхоз           | Рогачёвский район      | [ ГС 6 ]  |
| 5  | Бабак Пётр Лукьянович               | 08.04.1926 — 29.05.2004 | Старший машинист экскаватора Сенненского строительно-монтажного управления Витебского облмелиотреста Министерства водного хозяйства и восстановления земель Белорусской ССР                                               | 08.04.1971      | мелиоводхоз       | Калинковичский район   | [ ГС 7 ]  |
| 6  | Бабичев Сергей Иванович             | 16.10.1924 — 20.06.1975 | Первый секретарь Марьяновского райкома КПСС, Омская область | 13.12.1972      | госуправление     | Добрушский район       | [ ГС 8 ]  |
| 7  | Борисенко Михаил Иванович           | 25.07.1917 — 02.01.1984 | Заместитель главного конструктора системы радиоуправления, НИИ-885 Государственного Комитета Совета Министров СССР по радиоэлектронике, гор. Москва                                                                       | 21.12.1957      | радиопром         | Гомельский район       | [ ГС 9 ]  |
| 8  | Булова Валентина Павловна           | 23.03.1941 — 18.05.2005 | Прядильщица Барановичского производственного хлопчатобумажного объединения имени Ленинского Комсомола Белоруссии Министерства лёгкой промышленности Белорусской ССР, Брестская область                                    | 02.07.1984      | легпром           | Петриковский район     | [ ГС 10 ] |
| 9  | Героимов Антон Александрович        | 05.05.1918 — 30.01.2006 | Мастер дорожно-эксплуатационного участка управления автомобильной дороги Таллин — Ленинград — Выборг Министерства автомобильного транспорта и шоссейных дорог РСФСР, гор. Ленинград                                       | 05.10.1966      | автодор           | Гомельский район       | [ ГС 11 ] |
| 10 | Гецентов Григорий Иванович          | 06.02.1917 — 02.11.1992 | Директор совхоза «Победа» Псковского района Псковской области | 23.12.1976      | сельхоз           | Гомель                 | [ ГС 12 ] |
| 11 | Голяченко Сергей Фёдорович          | 06.08.1924 — 10.08.1998 | Дояр колхоза «Здобуток Жовтня» Тальновского района Черкасской области | 08.04.1971      | сельхоз           | Житковичский район     | [ ГС 13 ] |
| 12 | Громов Александр Матвеевич          | 26.11.1926 — 10.05.1998 | Бригадир комплексной бригады строительного управления № 2 строительного треста № 1 Министерства строительства Белорусской ССР, гор. Минск                                                                                 | 11.08.1966      | строительство     | Добрушский район       | [ ГС 14 ] |
| 13 | Дзержинский Иван Игнатьевич         | 15.09.1925 — 02.02.1995 | Директор совхоза «Яхимовщина» Молодечненского района Минской области | 12.12.1973      | сельхоз           | Буда-Кошелёвский район | [ ГС 15 ] |
| 14 | Дикун Сергей Николаевич             | 30.06.1922 — 07.10.1978 | Первый секретарь Шкловского райкома Компартии Белоруссии, Могилёвская область | 08.04.1971      | госуправление     | Светлогорский район    | [ ГС 16 ] |
| 15 | Дойнеко Филипп Петрович             | 1916 — 13.02.1979       | Первый секретарь Гродненского райкома Компартии Белоруссии | 22.03.1966      | госуправление     | Светлогорский район    | [ ГС 17 ] |
| 16 | Дуборенко Николай Маркович          | 1933—2006               | Машинист экскаватора управления механизированных работ № 1 треста «Нижневартовскнефтестрой» Главтюменнефтегаза Министерства нефтяной промышленности СССР, Ханты-Мансийский автономный округ                               | 02.03.1981      | нефтепром         |                        | [ ГС 18 ] |
| 17 | Егудин Илья Абрамович               | 15.09.1913 — 01.02.1985 | Председатель колхоза «Дружба народов» Красногвардейского района Крымской области | 22.03.1966      | сельхоз           | Гомель                 | [ ГС 19 ] |
| 18 | Ивашкевич Василий Павлович          | 14.03.1928 — 14.07.1997 | Начальник комбината «Прокопьевскуголь» Министерства угольной промышленности СССР, Кемеровская область | 30.03.1971      | углепром          | Лельчицкий район       | [ ГС 20 ] |
| 19 | Ивченко Михаил Митрофанович         | 01.01.1900 — 15.02.1964 | Мастер доменного цеха Ждановского металлургического завода «Азовсталь» имени Орджоникидзе Сталинского совнархоза | 19.07.1958      | металлургия       | Добрушский район       | [ ГС 21 ] |
| 20 | Карпов Борис Васильевич             | 06.07.1911 — 18.10.2005 | Директор Научно-исследовательского института радиотехнической аппаратуры Министерства машиностроения СССР, гор. Москва | 20.04.1981      | оборонпром        | Рогачёвский район      | [ ГС 22 ] |
| 21 | Киселёв Тихон Яковлевич             | 12.08.1917 — 11.01.1983 | Председатель Совета Министров Белорусской ССР, гор. Минск | 11.08.1977      | госуправление     | Добрушский район       | [ ГС 23 ] |
| 22 | Клименок Максим Александрович       | 15.05.1902 — 04.11.1992 | Председатель колхоза имени Чапаева Глубокского района Витебской области | 30.04.1966      | сельхоз           | Брагинский район       | [ ГС 24 ] |
| 23 | Ковалевский Александр Иванович      | 20.05.1939 — ????       | Токарь Белорусского автомобильного завода Белорусского объединения по производству большегрузных автомобилей имени 60-летия Великого Октября (БелавтоМАЗ) Министерства автомобильной промышленности СССР, Минская область | 25.04.1985      | машиностроение    | Буда-Кошелёвский район | [ ГС 25 ] |
| 24 | Ковалец Надежда Ивановна            | 03.08.1927 — 01.02.2000 | Учительница Большемалешевской средней школы, Столинский район Брестской области | 27.06.1978      | образование       | Житковичский район     | [ ГС 26 ] |
| 25 | Кожемякин Александр Дмитриевич      | 19.08.1892 — 12.09.1986 | Председатель колхоза имени Чкалова Борисовского района Минской области | 22.03.1966      | сельхоз           | Добрушский район       | [ ГС 27 ] |
| 26 | Козлов Николай Григорьевич          | 02.01.1930 — 1977       | Директор совхоза «Буревестник» Наурзумского района Кустанайской области | 19.04.1967      | сельхоз           | Жлобинский район       | [ ГС 28 ] |
| 27 | Концевой Анатолий Кузьмич           | 24.06.1929 — 16.02.2015 | Бригадир шлифовщиков Минского оптико-механического завода имени С. И. Вавилова Министерства оборонной промышленности СССР                                                                                                 | 10.03.1981      | оборонпром        | Рогачёвский район      | [ ГС 29 ] |
| 28 | Короткевич Евгений Сергеевич        | 1918 — 01.02.1994       | Заместитель директора Арктического и антарктического научно-исследовательского института Государственного комитета СССР по гидрометеорологии и контролю природной среды, доктор географических наук, гор. Ленинград       | 13.03.1981      | наука             | Речицкий район         | [ ГС 30 ] |
| 29 | Кособуцкий Владимир Николаевич      | 01.04.1936 — 05.07.1991 | Тракторист-машинист колхоза «Красный колос» Первомайского района Оренбургской области | 10.02.1975      | сельхоз           | Хойникский район       | [ ГС 31 ] |
| 30 | Кулаженко Алексей Николаевич        | 03.12.1923 — 03.02.2010 | Председатель колхоза имени Кирова Пинского района Брестской области | 30.04.1966      | сельхоз           | Наровлянский район     | [ ГС 32 ] |
| 31 | Кухаренко Наталья Григорьевна       | 26.12.1909 — 26.11.1992 | Доярка племенного свиноводческого совхоза «Никоновское» Министерства совхозов СССР, Бронницкий район Московской области                                                                                                   | 08.03.1954      | сельхоз           | Рогачёвский район      | [ ГС 33 ] |
| 32 | Кушнеров Терентий Митрофанович      | 12.12.1919 — 07.10.2005 | Бригадир комплексной бригады строительного управления № 145 треста № 25 Министерства строительства Белорусской ССР, гор. Барановичи Брестской области                                                                     | 11.08.1966      | строительство     | Добрушский район       | [ ГС 34 ] |
| 33 | Ласица Николай Николаевич           | род. 09.10.1937         | Механизатор совхоза имени Некрасова Орджоникидзевского района Кустанайской области | 19.02.1981      | сельхоз           | Речицкий район         | [ ГС 35 ] |
| 34 | Лемещенко Сергей Дмитриевич         | 29.12.1910 — 01.11.1998 | Председатель колхоза имени Кирова Слуцкого района Минской области | 22.03.1966      | сельхоз           | Лоевский район         | [ ГС 36 ] |
| 35 | Литман Райнгольд Эмильянович        | род. 1936               | Проходчик горных выработок шахты имени В. И. Ленина комбината «Карагандауголь» Министерства угольной промышленности СССР, Карагандинская область                                                                          | 30.03.1971      | углепром          |                        | [ ГС 37 ] |
| 36 | Маевский Пётр Григорьевич           | 1914 — ????             | Директор совхоза имени 62-й армии Дубовского района Волгоградской области | 22.03.1966      | сельхоз           |                        | [ ГС 38 ] |
| 37 | Мазуров Кирилл Трофимович           | 07.04.1914 — 19.12.1989 | Первый заместитель Председателя Совета Министров СССР, гор. Москва | 05.04.1974      | госуправление     | Гомельский район       | [ ГС 39 ] |
| 38 | Масляников Иван Купреевич           | 24.09.1929 — 18.10.1995 | Бригадир проходчиков горных выработок шахты № 1 треста «Ленинградсланец» Министерства угольной промышленности СССР, гор. Сланцы Ленинградской области                                                                     | 29.06.1966      | углепром          | Ельский район          | [ ГС 40 ] |
| 39 | Матюшенко Михаил Петрович           | 23.12.1907 — ????       | Звеньевой колхоза «Красная звезда» Кингисеппского района Ленинградской области | 30.03.1948      | сельхоз           | Октябрьский район      | [ ГС 41 ] |
| 40 | Мигай Григорий Николаевич           | 02.05.1927 — 04.06.2007 | Капитан-механик теплохода Верхне-Днепровского речного пароходства Главного управления речного флота при Совете Министров Белорусской ССР, Брестская область                                                               | 14.09.1966      | транспорт         | Брагинский район       | [ ГС 42 ] |
| 41 | Миткевич-Желток Владислав Антонович | 10.03.1925 — 26.07.1985 | Старший производитель работ Славянского участка треста «Теплоэнергомонтаж» Министерства энергетики и электрификации Украинской ССР, Донецкая область                                                                      | 20.04.1971      | энергетика        |                        | [ ГС 43 ] |
| 42 | Модин Эммануил Натанович            | 08.10.1905 — 24.12.1983 | Директор совхоза «Любанский» Любанского района Минской области | 30.04.1966      | сельхоз           | Буда-Кошелёвский район | [ ГС 44 ] |
| 43 | Моисеенко Евсей Евсеевич            | 28.08.1916 — 29.11.1988 | Художник, педагог, живописец и график, народный артист СССР, гор. Ленинград | 28.08.1986      | культура          | Буда-Кошелёвский район | [ ГС 45 ] |
| 44 | Мурысев Александр Сергеевич         | 09.09.1915 — 13.11.1962 | Бывший секретарь партийного комитета управления строительства «Куйбышевгидрострой» Министерства электростанций СССР, ныне второй секретарь Куйбышевского обкома КПСС                                                      | 09.08.1958      | госуправление     | Гомель                 | [ ГС 46 ] |
| 45 | Наумова Лидия Андреевна             | род. 04.04.1933         | Председатель колхоза «Перамога» Толочинского района Витебской области | 08.04.1971      | сельхоз           | Гомель                 | [ ГС 47 ] |
| 46 | Окинчиц Евдоким Гаврилович          | 30.07.1911 — 18.12.1989 | Директор Полтавского электромеханического завода Министерства электронной промышленности СССР | 26.04.1971      | радиоэлектронпром | Гомельский район       | [ ГС 48 ] |
| 47 | Окорков Владимир Андреевич          | 17.11.1915 — 04.08.1981 | Главный инженер службы сигнализации и связи Белорусской железной дороги, Минская область | 01.08.1959      | транспорт         | Гомель                 | [ ГС 49 ] |
| 48 | Павлов Виктор Владимирович          | 07.08.1923 — 22.09.2014 | Генеральный директор Ленинградского научно-производственного объединения «Гранит» — директор Центрального научно-исследовательского института «Гранит» Министерства судостроительной промышленности СССР                  | 02.02.1984      | машиностроение    | Рогачёвский район      | [ ГС 50 ] |
| 49 | Пайграй Ульяна Ивановна             | 15.07.1919 — 2006       | Звеньевая совхоза имени 10 лет БССР Министерства совхозов СССР, Любаньский район Бобруйской области | 24.04.1948      | сельхоз           | Калинковичский район   | [ ГС 51 ] |
| 50 | Петрусевич Фёдор Петрович           | 13.09.1929 — 15.03.2007 | Водитель автомобиля Новокозульского леспромхоза Министерства лесной, целлюлозно-бумажной и деревообрабатывающей промышленности СССР, Козульский район Красноярского края                                                  | 19.03.1981      | леспром           |                        | [ ГС 52 ] |
| 51 | Поляков Иван Евтеевич               | 25.11.1914 — 08.02.2004 | Первый секретарь Минского обкома Компартии Белоруссии | 12.12.1973      | госуправление     | Гомель                 | [ ГС 53 ] |
| 52 | Попко Константин Степанович         | 20.08.1933 — 25.04.2007 | Звеньевой совхоза «10 лет БССР» Любанского района Минской области | 30.04.1966      | сельхоз           | Житковичский район     | [ ГС 54 ] |
| 53 | Попков Лаврентий Давыдович          | 18.08.1912 — 08.12.1992 | Дорожный мастер Сольвычегодской дистанции пути Северной железной дороги, Архангельская область | 04.08.1966      | транспорт         | Ветковский район       | [ ГС 55 ] |
| 54 | Прядко Клавдия Васильевна           | 1914 — ????             | Звеньевая колхоза имени Дзержинского Ровенского района Ровенской области | 27.05.1952      | сельхоз           |                        |           |
| 55 | Рабешко Александр Григорьевич       | 30.06.1935 — 21.04.2006 | Механизатор Тургайского совхоза-техникума, Аркалыкский район Тургайской области | 19.02.1981      | сельхоз           | Наровлянский район     | [ ГС 56 ] |
| 56 | Родионов Василий Сергеевич          | 23.03.1906 — 01.09.1965 | Бригадир колхоза «Красный партизан» Новосибирского района Новосибирской области | 20.03.1949      | сельхоз           | Рогачёвский район      | [ ГС 57 ] |
| 57 | Самусёв Фёдор Кононович             | род. 1928               | Бригадир кузнецов Минского тракторного завода Министерства тракторного и сельскохозяйственного машиностроения СССР | 05.08.1966      | машиностроение    | Рогачёвский район      | [ ГС 58 ] |
| 58 | Севченко Антон Никифорович          | 22.02.1903 — 26.09.1978 | Ректор Белорусского государственного университета имени В. И. Ленина, академик Академии наук Белорусской ССР, гор. Минск                                                                                                  | 20.07.1971      | наука             | Жлобинский район       | [ ГС 59 ] |
| 59 | Сидорейко Василий Ларионович        | 13.07.1950 — 02.11.2020 | Буровой мастер Сургутского управления буровых работ № 2 производственного объединения «Сургутнефтегаз» Министерства нефтяной промышленности СССР, Ханты-Мансийский автономный округ                                       | 20.02.1987      | нефтепром         | Речицкий район         | [ ГС 60 ] |
| 60 | Слюньков Николай Никитович          | 26.04.1929 — 09.08.2022 | Бывший директор Минского тракторного завода Министерства тракторного и сельскохозяйственного машиностроения СССР, первый секретарь Минского горкома Компартии Белоруссии                                                  | 03.01.1974      | машиностроение    | Рогачёвский район      | [ ГС 61 ] |
| 61 | Соломахо Варвара Михайловна         | род. 25.05.1934         | Ткачиха Минского тонкосуконного комбината Министерства лёгкой промышленности Белорусской ССР | 05.04.1971      | легпром           | Октябрьский район      | [ ГС 62 ] |
| 62 | Степченко Владимир Афанасьевич      | 20.08.1920 — 15.12.1996 | Председатель колхоза «Новое Полесье» Лунинецкого района Брестской области | 23.06.1966      | сельхоз           | Рогачёвский район      | [ ГС 63 ] |
| 63 | Тимошенко Пётр Павлович             | 18.01.1913 — 11.02.2009 | Управляющий строительным трестом № 17 «Лавсанстрой» Министерства промышленного строительства Белорусской ССР, гор. Могилёв                                                                                                | 29.04.1974      | строительство     | Гомельский район       | [ ГС 64 ] |
| 64 | Тозик Леонид Афанасьевич            | род. 15.03.1940         | Бригадир комплексной бригады строительного управления № 25 строительного треста № 5 Министерства промышленного строительства Белорусской ССР, гор. Минск                                                                  | 12.05.1977      | строительство     | Калинковичский район   | [ ГС 65 ] |
| 65 | Тризно Фёдор Иванович               | 01.03.1900 — 01.07.1967 | Старший зоотехник молочного племенного совхоза «Лесные Поляны» Министерства совхозов СССР, Пушкинский район Московской области                                                                                            | 09.10.1949      | сельхоз           | Мозырский район        | [ ГС 66 ] |
| 66 | Федоренко Ольга Петровна            | 1913 — ????             | Звеньевая колхоза имени Тельмана Тельмановского района Сталинской области | 02.06.1950      | сельхоз           |                        |           |
| 67 | Чижиков Василий Трифонович          | 21.01.1923 — 18.10.2009 | Тракторист совхоза «Политотделец» Тогучинского района Новосибирской области | 08.04.1971      | сельхоз           | Рогачёвский район      | [ ГС 67 ] |
| 68 | Шаколин Александр Данилович         | 03.01.1920 — 25.11.1994 | Тракторист совхоза «Сортавальский», гор. Сортавала Карельской АССР | 11.12.1973      | сельхоз           | Рогачёвский район      | [ ГС 68 ] |
| 69 | Шамякин Иван Петрович               | 30.01.1921 — 14.10.2004 | Председатель Верховного Совета Белорусской ССР, народный писатель Белорусской ССР, гор. Минск | 29.01.1981      | культура          | Добрушский район       | [ ГС 69 ] |
| 70 | Шаньков Иван Тимофеевич             | 04.07.1931 — 12.04.1993 | Капитан-директор большого морозильного рыболовного траулера «Витебск» Управления тралового флота Министерства рыбного хозяйства СССР, Мурманская область                                                                  | 07.07.1966      | рыбпром           | Кормянский район       | [ ГС 70 ] |
| 71 | Яковенко Лидия Ивановна             | род. 06.01.1941         | Доярка совхоза-техникума «Брюховецкий» Брюховецкого района Краснодарского края | 13.03.1981      | сельхоз           | Добрушский район       | [ ГС 71 ] |
| 72 | Якубович Надежда Павловна           | 05.12.1929 — ????       | Бригадир смены литейного цеха Минского автомобильного завода совнархоза Белорусской ССР | 07.03.1960      | машиностроение    | Петриковский район     | [ ГС 72 ] |

## Герои Социалистического Труда, прибывшие в Гомельскую область на постоянное проживание из других регионов
| № | Фамилия, имя, отчество     | Даты жизни              | Деятельность                                                              | Дата присвоения | Отрасль     | Место проживания | ГС       |
| - | -------------------------- | ----------------------- | ------------------------------------------------------------------------- | --------------- | ----------- | ---------------- | -------- |
| 1 | Вилькот Кирилл Григорьевич | 01.05.1914 — 05.03.2000 | Бригадир машинистов экскаватора прииска «Бурхала» Магаданского совнархоза | 09.06.1961      | металлургия | Речицкий район   | [ ГС 1 ] |
| 2 | Шевченко Василий Тихонович | 1919 — ????             | Комбайнёр Урджарской МТС Семипалатинской области                          | 22.06.1951      | сельхоз     |                  | [ ГС 2 ] |